# 東人黨
東人黨，是朝鲜王朝宣祖时的两班朋党。是后来士林派朋党始祖。由1575年存在至1591年。
1567年宣祖即位起用新人，勳舊派不再有影响力。1575年两个士林派首領，金孝元與沈義謙开始斗争。金孝元的府邸在汉城府东面，支持者被稱東人黨。東人黨支持李退溪的主理说。與他们相反，沈義謙的府邸在汉城府西面，支持者被稱西人黨，西人黨支持李栗谷主气说。
在大司憲李珥在世时两派相安无事，在他死后两派开始斗争。东人黨开始掌握政权，西人黨以鄭汝立谋叛为由攻击他们奪权（己丑獄事）。
1591年，西人黨在立世子问题上失脚又被东人黨攻击，东人黨重掌政府开始肅清西人黨。东人黨后分裂为南人黨与北人黨。之后朝鮮王朝到十九世纪初也在党爭中度过。

## 東人的重要領袖
- 金孝元
- 許曄（朝鲜语：허엽）
- 李潑（朝鲜语：이발 (1544년)）
- 李山海